# Harald Sandberg (diplomat)

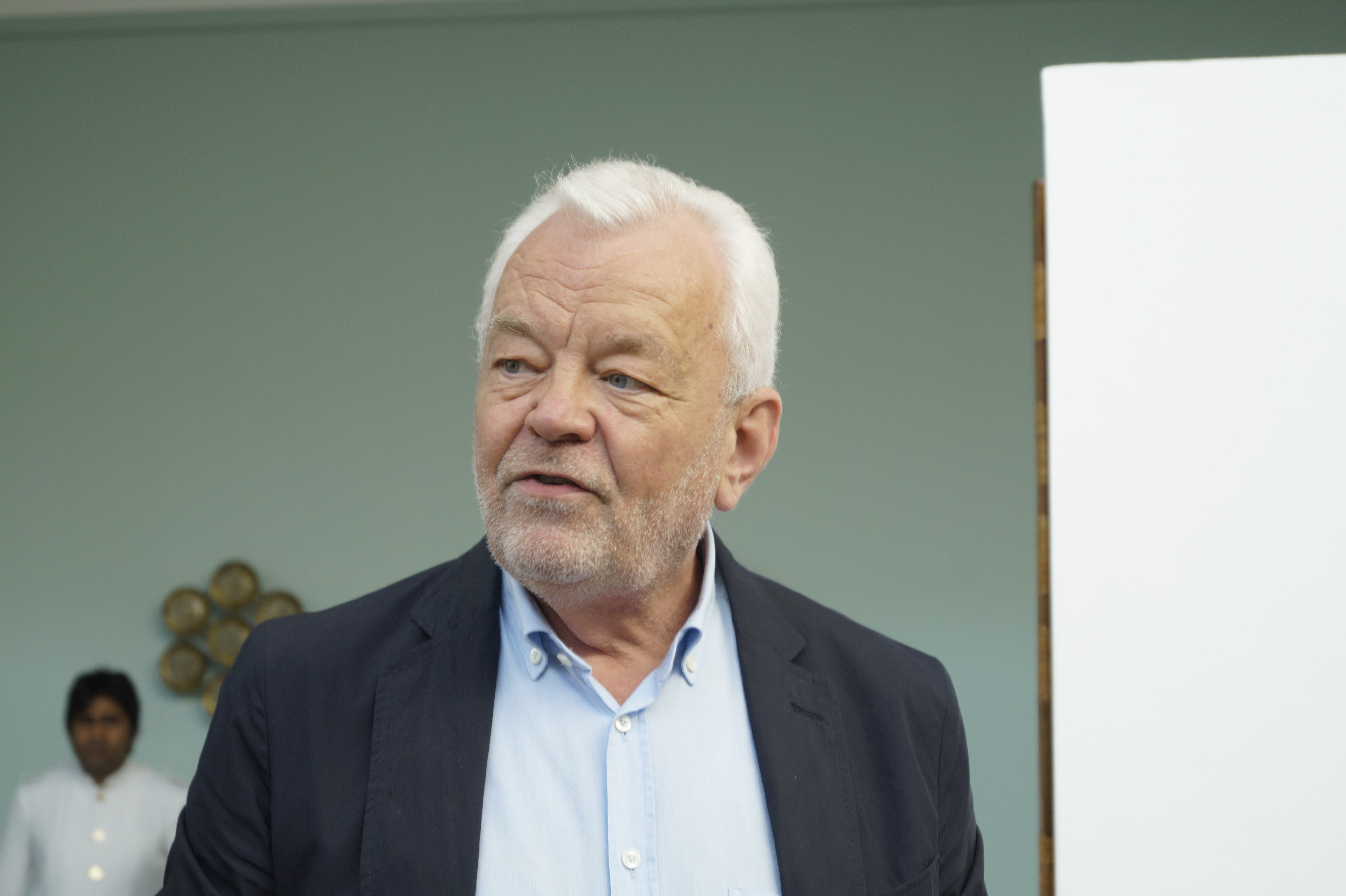
Harald Sandberg

Harald Sandberg, född 1950, är en svensk diplomat. Han har tjänstgjort som ambassadör i Indonesien (1998-2003), Östtimor (2002-2003) och Sydkorea (2003-2005). Från 2008 till 2012 var Sandberg personalchef på Utrikesdepartementet. Han var Sveriges ambassadör i Indien 2012-2017. 
Sandberg ansvarade för den svenska hanteringen av Bombdåden på Bali 2002 och evakueringen av svenskar från Libanon 2006. 